# Aphanocephalus humiphilus
Aphanocephalus humiphilus is een keversoort uit de familie Discolomatidae. De wetenschappelijke naam van de soort is voor het eerst geldig gepubliceerd in 1961 door John.